# Mouron-sur-Yonne
Mouron-sur-Yonne település Franciaországban, Nièvre megyében. Lakosainak száma 88 fő (2022. január 1.). Mouron-sur-Yonne Cervon, Epiry, Montreuillon és Sardy-lès-Épiry községekkel határos.

## Népesség
A település népességének változása:
| Lakosok száma | 101  | 98   | 97   | 96   | 97   | 97   | 94   | 91   | 88   |
|               | 2013 | 2015 | 2016 | 2017 | 2018 | 2019 | 2020 | 2021 | 2022 |